# Montecopiolo
Montecopiolo é uma comuna italiana da região dos Marche, Província de Pesaro e Urbino, com cerca de 1.264 habitantes. Estende-se por uma área de 35 km², tendo uma densidade populacional de 36 hab/km². Faz fronteira com Carpegna, Macerata Feltria, Maiolo, Monte Cerignone, Monte Grimano, Pennabilli, Pietrarubbia, San Leo.